# México 86 (película)
México 86 es una próxima película de drama y suspenso de 2024 –coproducción entre Francia, Bélgica, Guatemala y México– dirigida por César Díaz, y protagonizada por Bérénice Béjo en el papel de María, una activista rebelde guatemalteca que se reúne con su hijo diez años después de abandonar el país. 

## Premisa
En medio del telón de fondo de la Guerra Civil de Guatemala, las amenazas de muerte obligan a la activista rebelde María a huir del país en 1976. Diez años después, su hijo se reúne con ella en su nuevo hogar en México, y ella lucha por equilibrar su vida familiar con su activismo.

## Reparto
- Bérénice Béjo como María / Julia
- Matheo Labbé como Marco
- Leonardo Ortizgris como Miguel
- Julieta Egurrola como Eugenia
- Fermín Martínez como Armando
- Guie Cuyún como Luis

## Producción
La fotografía principal tuvo lugar entre agosto y octubre de 2023 en México y Guatemala.

## Estreno
En febrero de 2024, Goodfellas adquirió las ventas internacionales de México 86 para un estreno mundial en la sección Piazza Grande del 77º Festival de Cine de Locarno el 10 de agosto de 2024. Se presentó en El Festival de Cine de Morelia en agosto de 2024.

## Recepción
Una crítica de Cineuropa alabó la interpretación de Béjo, afirmando: 

«Perfectamente cómoda en el papel de una mujer testaruda que se ve atrapada contra su voluntad en una doble lucha contra sus enemigos y sus aliados, Bejo da una consistencia convincente a este complejo personaje, cuyas intenciones y motivaciones se van aclarando a medida que avanza la historia y nos hacen reflexionar sobre nuestros propios prejuicios.»

Una crítica de Loud and Clear dijo: 

«Sin embargo, “”México 86“” es tensa, angustiosa y, sobre todo, tranquilamente espeluznante. Por esta fiel representación de un largo periodo de intensa violencia política y represión, sólo cabe elogiarla."

 Otra crítica afirmaba: 

«Díaz consigue mantener el equilibrio entre continuar en la senda de su primera película (parte de su equipo era el mismo, por ejemplo, para la fotografía y la música), y progresar a un nivel completamente distinto en cuanto a medios y ambiciones, un hecho encarnado por el casting de Bérénice Béjo para el papel principal. México 86 navega, con igual acierto, entre secuencias de acción trepidantes típicas del género de espionaje (una persecución en coche por las calles de la ciudad, un asesinato repentino a plena vista, rodados en una toma continua), y escenas tiernas que tienen lugar en el seno del círculo familiar«.